# Robotdirektor
A Robotdirektor az Üzenet a jövőből – A Mézga család különös kalandjai című magyar rajzfilmsorozat ötödik része, a sorozat epizódjaként a Mézga család negyedik része. Nepp József és Romhányi József forgatókönyvéből Nepp József rendezte.
Elsőként 1970. január 25-én sugározta a Magyar Televízió.

## Cselekmény
Mézgáékhoz kéményseprő érkezik, aki annyira szakszerűtlenül végzi a munkáját, hogy mindent beterít a lakásban a korom. Paula ezen felháborodik, és közli, hogy csak akkor hajlandó visszajönni a lakásba, ha minden fel van takarítva. Géza úgy gondolja, hogy e téren is segítséget lehetne kérni MZ/X-től, akit fel is hívnak. MZ/X egy takarítórobotot küld, amely azonban fonodirekciós, és csak újmagyar nyelven ért. Miközben Géza elküldi Krisztát Pauláért, nekilátnak Aladárral a takarításnak. A tolmácsolásért Aladár minden alkalommal pénzt kér, amit aztán Géza elun, és inkább ő utasítja a robotot, hogy törölje le a falat - de az helyette áttöri azt. Csak Aladár segítségével tudják mindezt visszaépíteni és feltakarítani.
Paula hazaérkezésekor elámul a tisztaságon, Géza pedig bemutatja neki a robotot. Paula ragaszkodik hozzá, hogy nevezzék el, méghozzá a régi bejárónőjük után Bertusnak. A robot először nem érti, mit mond neki, de amikor meghallja, hogy "Bertuska", egy kalapács segítségével nekilát szétverni a bútorokat ("berendezést tuskóvá (kalapálni)"). Leállítják, Paula pedig követeli, hogy tüntesse el a házból. Géza úgy véli, hogy egyszerűbb dolguk lenne, ha nem egy fonodirekciós robottal dolgoznának, ezért megkéri MZ/X-et, hogy küldjön egy másikat. Az elküld nekik egy szekrény méretű gépszörnyet, a Robotdirektort, ami nem takarít, hanem erőszakkal kényszeríti a családot arra, hogy igenis végezzék el ők maguk a házimunkát.

## Alkotók
- Rendezte: Nepp József
- Írta: Nepp József, Romhányi József
- Zenéjét szerezte: Deák Tamás
- Operatőr: Bacsó Zoltán
- Hangmérnök: Horváth Domonkos
- Vágó: Czipauer János
- Tervezte: Bánki Katalin
- Háttér: Szoboszlay Péter
- Rajzolták: Macskássy Katalin, Szemenyei Mária
- Animációs munkatárs: Gémes József
- Munkatársak: Ács Karola, Csonkaréti Károly, Hódy Béláné, Kiss Lajos, Kökény Anikó, Lőrincz Árpád, Paál Klára, Stadler János, Szabó Judit, Szántai Lajosné, Tormási Gizella, Zoltán Annamária
- Színes technika: Boros Magda, Dobrányi Géza, Fülöp Géza, Kun Irén
- Tanácsadók: Gáll István, Székely Sándorné
- Gyártásvezető: Kunz Román

Készítette a Magyar Televízió megbízásából a Pannónia Filmstúdió

## Szereplők
- Mézga Géza: Harkányi Endre
- Mézgáné Rezovits Paula: Győri Ilona
- Mézga Kriszta: Földessy Margit
- Mézga Aladár: Némethy Attila
- Dr. Máris Ottokár: Tomanek Nándor
- MZ/X: Somogyvári Rudolf
- Kéményseprő: Farkas Antal
- Robotdirektor: Surányi Imre